# Мандала Тайде
Мандала Тайде (на немски: Mandala Tayde) е немска актриса.

## Биография
Мандала е родена във Франкфурт на Майн, Германия.  майка ѝ е германка, а баща ѝ е индиец.
Мандала Тайде се снима в немски и италиански филми. Сред най-известните ѝ роли са – ролята ѝ на лейди Дора Паркър в „Завръщането на Сандокан“ („Ritorno di Sandokan, Il“) и ролята ѝ на арабската принцеса Амина в „Огнена пустиня“ („Deserto di fuoco“), където партнира на Антони Делон. През 2001 година участва с малка роля в индийския филм „Dil Chahta Hai“, където партнира на актрисата Прити Зинта.

## Избрана филмография
- 1996 – „Ritorno di Sandokan, Il“
- 1997 – „Deserto di fuoco“
- 2000 – „Tödliche Wildnis – Sie waren jung und mussten sterben“
- 2000 – „Liebe pur“
- 2001 – „Santa Maradona“
- 2001 – „Dil Chahta Hai“
- 2001 – "Giorni dell'amore e dell'odio, I "
- 2005 – „Meine verrückte türkische Hochzeit“
- 2006 – „Vater auf der Flucht“